# Testiculos habet et bene pendentes

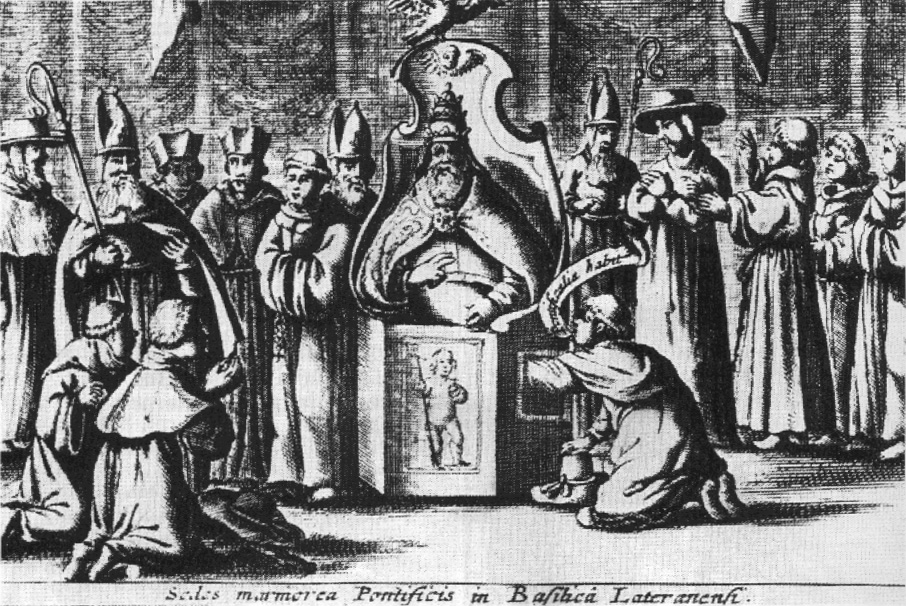
Zkouška mužnosti papeže Inocence X. na začátku jeho pontifikátu (vyobrazení ze 17. století)

(Duos) testiculos habet et bene pendentes (česky Má (dvě) varlata a správně mu visí) či zkráceně Testiculos habet (Má varlata), popřípadě pouze Habet! (Má!) je podle legendy související s legendou o papežce Janě zvolání, které následuje poté, co kardinálové ověří, že má nově nastupující papež varlata.

## Historie
Legenda o tomto rituálu tvrdí, že vznikl jako reakce na působení papežky Jany (které je rovněž považováno za pouhou legendu) a nově zvolený papež jej musel (či stále musí) podstoupit před svým nástupem do funkce, aby se zjistilo, zda je skutečně muž.
Papež údajně usedal na zvláštní stoličku – sedia stercoraria, která v sobě má otvor, kterým prostrčí své genitálie. Jednotlivé verze legendy se liší v tom, zda kardinálové papežova varlata kontrolují pouze vizuálně, či též ohmatem. Dochovala se ilustrace z díla Lawrence Banka, zobrazující tuto zkoušku u papeže Inocenta X. Papež Hadrián VI. tento zvyk v 16. století zrušil.
Legenda má středověký původ. Po roce 1290 dominikán Robert of Uzès vylíčil vizi, ve které je přezkušováno mužství nastávajících papežů. Ve 14. století byla rozšířena domněnka, že dvě antické mramorové stoličky, nazývané sedia stercoraria, které se používaly při intronizaci papežů v Lateránské bazilice, měly v sedací části otvory určené pro ověřování pohlaví papeže.
Jeden z exemplářů křesla je v muzeu v pařížském Louvru a židle s otvorem uprostřed je sbírkou Vatikánského muzea.